# ليزلي فيلدينغ
ليزلي فيلدينغ (بالإنجليزية: Leslie Fielding)‏ هو دبلوماسي بريطاني، ولد في 29 يوليو 1932.